# Quirihue
Quirihue es una ciudad y comuna, capital de la provincia de Itata, Región de Ñuble, en la zona central de Chile. Está situada a unos 72 kilómetros al noroeste de Chillán, a 82 kilómetros al norte de Concepción y a 398 kilómetros al sur de Santiago. Limita al norte con Cauquenes, al oeste con Cobquecura, al sur con Trehuaco y al este con Ninhue.

## Etimología
El nombre de la comuna, proveniente del mapudungun, significa "lugar o tierra de los vientos" y para otros "lugar de zorros".

## Historia

### Fundación y desarrollo
Quirihue fue fundada el 17 de enero de 1749, como pueblo de descanso (terminal de jornada) en la ruta entre Santiago y Concepción, por el gobernador Domingo Ortiz de Rozas por orden de la Junta de Poblaciones del Reino de Chile. En ese entonces, el pueblo fue llamado Villa San Antonio Abad de Quirihue. Hasta 1826 fue capital del Partido de Itata, perteneciente a la Intendencia de Concepción, y en 1870 se le otorgó el título de ciudad. Fue posteriormente capital del Departamento de Itata, perteneciente a la Provincia de Maule, hasta 1928, y luego anexada a la Provincia de Ñuble desde 1928 durante el gobierno de Carlos Ibáñez del Campo, y permaneció así hasta 1974, cuando se suprimió el Departamento con el proceso de regionalización desarrollado por la dictadura militar en Chile. 
Quirihue, con una extensa tradición política y administrativa, generaba una importante presencia tanto para las sociedades penquista como maulina; muchos vecinos de Cauquenes desarrollaron actividades comerciales y profesionales en la capital del Itata, adquiriendo propiedades y formando familias que ejercerían un influyente rol en la ciudad y su entorno.
Un hito que marcó la historia quirihuana fue el alzamiento del primer monumento en honor a Arturo Prat Chacón en la historia de la vida nacional. Fue Benjamín Vicuña Mackenna, destacado historiador y político chileno, quien propuso erigir ese monumento en la plaza de Quirihue. 
Si bien el proceso de gestación del monumento se inició a mediados del año 1879, no se logró concretar hasta el año siguiente por una serie de situaciones, entre ellas la propia guerra, lo que se sumó a las condiciones del tiempo, con un invierno muy lluvioso, que impidió inaugurar el monumento durante las Fiestas de la Patria, el 18 de septiembre de 1880. Fue el 5 de noviembre cuando finalmente llegaron desde la estación de ferrocarriles de Chillán, procedentes de Santiago, las piezas que darían vida al primer monumento que vería Chile en honor al capitán Arturo Prat Chacón y a su tripulación inmolada en la rada de Iquique. El 19 de noviembre de 1880, luego de un Te Deum celebrado a las 15:00 horas en el templo parroquial de Quirihue al que asistieron las autoridades y la comunidad, se procedió a develar el busto de Prat y las placas que conforman la obra artística enviada desde Santiago.

### Terremoto de 1939
El poblado de Quirihue ganó notoriedad nacional a mediados del siglo XX, por ser el epicentro geográfico del llamado Terremoto de Chillán de 1939, el terremoto más mortífero en la historia moderna de Chile. En la actualidad, la localidad cuenta con una placa conmemorativa, inaugurada para el 80 aniversario de la catástrofe, que recuerda el hecho.

### SigloXXIy daños post terremoto de 2010
Desde su creación, Quirihue se fue conformando como un pequeño pueblo emprendedor de carácter agrícola y con un constante crecimiento. El pueblo poseía valiosa arquitectura colonial y de la cultura campesina, con clásicas y elegantes casas alargadas y tejados únicos, incluyendo la parroquia del Dulce Nombre de Jesús, una iglesia estilo barroco de casi 300 años. Sin embargo, debido al potente terremoto de 8,8° del día 27 de febrero de 2010, la localidad perdió mucho de su patrimonio material, cambiando completamente la arquitectura de la ciudad, incluyendo importantes daños a la iglesia que adornaba el pueblo desde el siglo XVIII y al cementerio católico, el que también forma parte del patrimonio histórico de la ciudad.
Desde 2018, y luego de la reforma administrativa que creó, mediante la Ley 21.033, la Región de Ñuble, Quirihue pasó a depender de la recién creada Provincia de Itata, siendo su capital.

## Medio ambiente

### Geomorfología y componentes abióticos

Trazado simplificado de los ecosistemas y cuerpos de agua presentes en la comuna de Quirihue.

La comuna de Quirihue se encuentra emplazada en las unidades geomorfológicas de Llanos de sedimentación fluvial o aluvional, Planicie marina o fluviomarina, Cordillera de la costa, Cuencas graníticas marginales y Llano central fluvio-glacio-volcánico; y presenta según la clasificación climática de Köppen clima mediterráneo de lluvia invernal (Csb) y clima mediterráneo de lluvia invernal e influencia costera (Csb (i)). Esta además se halla entre las cuencas hidrográficas de Costeras entre límite de la región y el río Itata, Costeras del río Maule y el límite regional, río Itata y río Maule. Además, la comuna posee diversos cuerpos de agua, entre los que se destacan el río San Juan.

### Componentes bióticos
Dentro del territorio de la comuna se pueden hallar los siguientes ecosistemas:
- Bosque caducifolio mediterráneo costero donde predominan Nothofagus glauca y Azara petiolaris (En peligro crítico)
- Bosque caducifolio mediterráneo costero donde predominan Nothofagus glauca y Persea lingue (En peligro crítico)
- Bosque esclerófilo mediterráneo interior donde predominan Lithrea caustica y Peumus boldus (En peligro)
- Bosque esclerófilo psamófilo mediterráneo interior donde predominan Quillaja saponaria y Fabiana imbricata (En peligro crítico)

### Medidas de protección ambiental y conflictos socioambientales
Hasta 2022, la comuna de Quirihue cuenta con las siguientes zonas que poseen algún nivel de protección ambiental:
- Altos de Ninhue (Cordón de Cerros) (Sitios ERB)[19]
- Tregualemu, Ramadill y Río Petorca (Sitios ERB)[20]

## Demografía

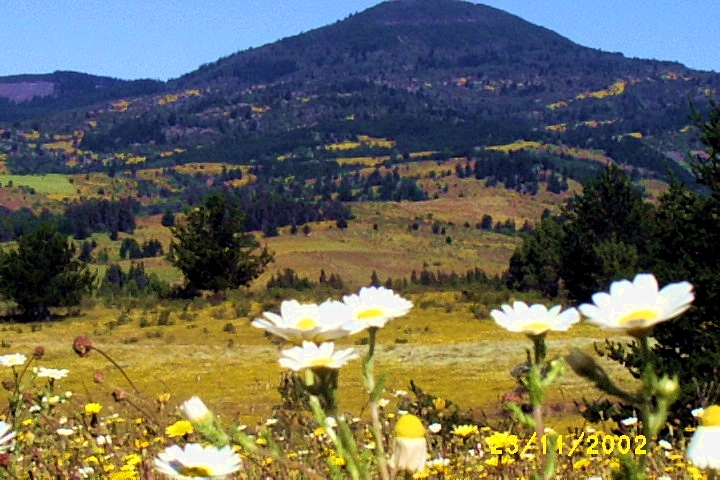
Zonas rurales de Quirihue.

La comuna de Quirihue, según datos preliminares del censo abreviado de 2017, tiene una población de 11 594 habitantes, de los cuales 5 852 eran hombres y 5 577 eran mujeres, contando con una densidad poblacional de 19,6 hab/km².De acuerdo al censo de 2002, esta cifra era de 11 429 habitantes, de los cuales 5 679 eran hombres y 5 915 eran mujeres.

### Localidades
Las localidades que componen la comuna, con sus respectivos habitantes, según datos del Censo de 2002:
- Quirihue, 7952 habitantes.
- Taimo, 88 habitantes.
- Recreo, 68 habitantes.
- El Guanaco, 30 habitantes
- Pablo Neruda, 11 habitantes.

## Administración

### Municipalidad

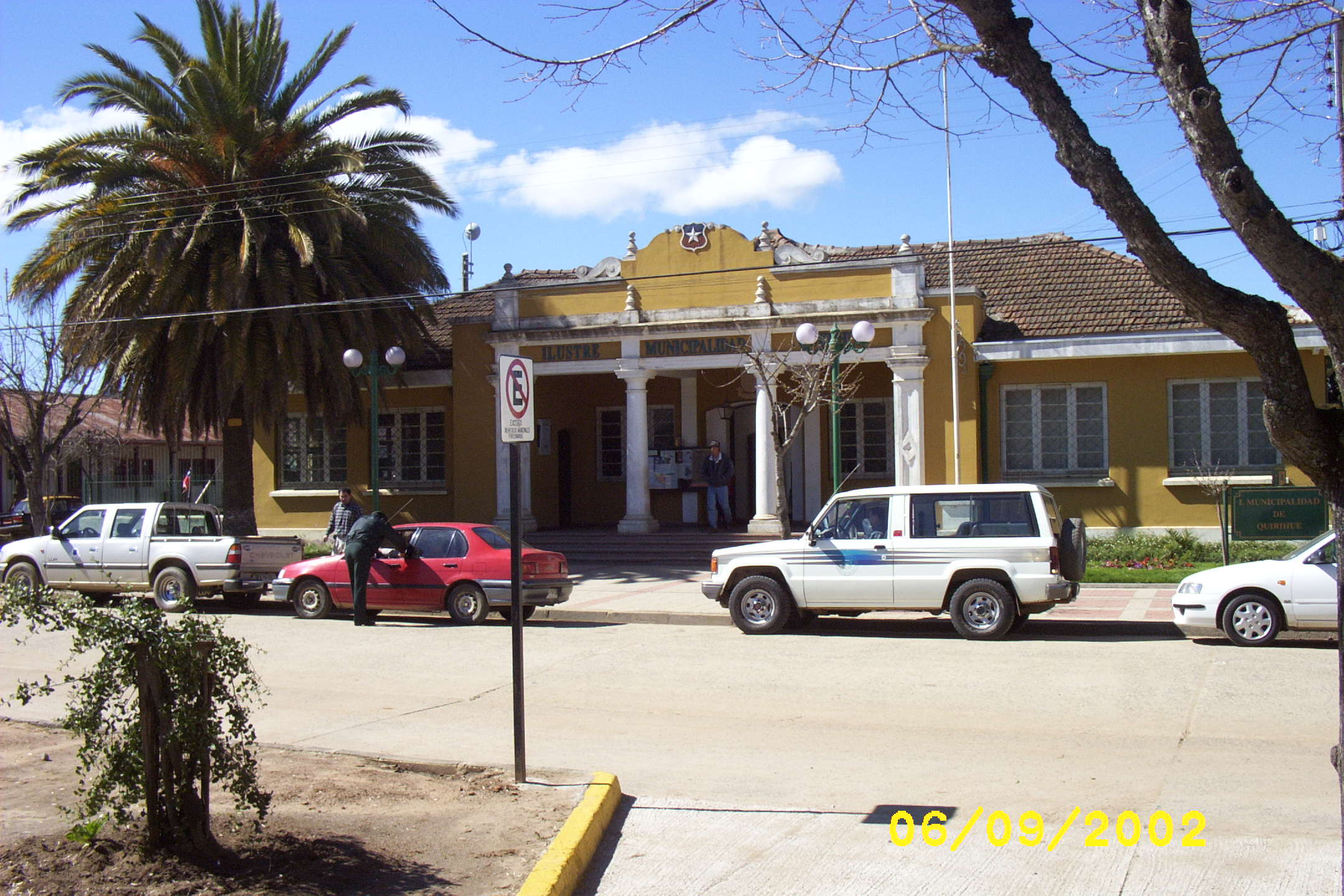
Edificio consistorial de la Ilustre Municipalidad de Quirihue.

La Municipalidad de Quirihue para el periodo 2021-2024 es dirigida por el alcalde Richard Patricio Irribarra Ramírez (Partido Radical de Chile - Unidad Por el Apruebo) y el concejo municipal conformado por los concejales:
- Olga Ana Saavedra Huaiquiche (IND - Chile Vamos UDI - IND)
- Israel Alberto Parra Hernández (IND - Ecologistas e IND)
- Ariel Eric Urrutia Romero (IND - Radicales e IND)
- Luis Pedro Fuentes Alarcón (Partido Radical de Chile)
- Lidia Irene Bustos Tardón (IND - Unidos Por la Dignidad)
- Danilo Fabián Gajardo Hernández (Partido Demócrata Cristiano)

### Representación parlamentaria
Quirihue forma parte de la Circunscripción Senatorial XVI y del Distrito Electoral 19. Es representada en la Cámara de Diputados del Congreso Nacional por los siguientes diputados:
- Cristóbal Martínez Ramírez (Unión Demócrata Independiente)
- Marta Pilar Bravo Salinas (Unión Demócrata Independiente)
- Frank Sauerbaum Muñoz (Renovación Nacional)
- Felipe Camaño Cárdenas (IND - PDC)
- Sara Concha Smith (Partido Conservador Cristiano)

En el Senado, la representan:
- Gustavo Adolfo Sanhueza Dueñas (Unión Demócrata Independiente)
- Loreto Carvajal Ambiado (Partido Por la Democracia)

## Economía
En 2018, la cantidad de empresas registradas en Quirihue fue de 121. El Índice de Complejidad Económica (ECI) en el mismo año fue de -0,71, mientras que las actividades económicas con mayor índice de Ventaja Comparativa Revelada (RCA) fueron almacenes para venta de alimentos, supermercados y minimarkets (93,6), reparación de otros tipos de maquinaria de uso especial (83,77) y otras actividades de servicios vinculadas a la silvicultura (74,11).

## Servicios públicos

### Educación
En su área urbana cuenta con 3 escuelas municipales básicas, 1 liceo municipal y un colegio (básico-medio). 
En el ámbito rural existen 4 escuelas en funcionamiento.
Municipal urbano
- Escuela Nueva América
- Escuela Grumete Cortez
- Escuela El Llano
- Liceo Bicentenario Carlos Montané Castro

Municipal rural
- Escuela Santa Elena
- Escuela Santa Carolina
- Escuela El Concuyo
- Escuela El Pilme
- Escuela Gigolos

Subvencionado urbano
- Colegio San Agustín

## Lugares de interés

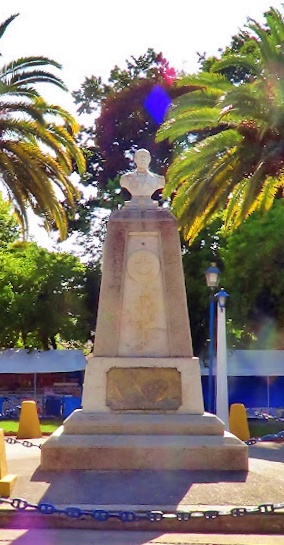
Monumento a Arturo Prat Chacón en la plaza de armas de Quirihue (2016).

- Museo Antropológico Itata: Ubicado en la calle San Martín, número 286, junto a la plaza de Armas. Aquí se exhibe parte del patrimonio e identidad de la comuna de Quirihue. La muestra incluye contribuciones de la profesora de Historia y Geografía, Señora Zulema Seguel, nacida en Quirihue en 1926.[27]
- Cerro Coiquén: A 7 kilómetros al noroeste de Quirihue, es la cumbre costera más alta de la región con 908 metros sobre el nivel del mar, en algunzas zonas del cerro permanecen diversos remanetes de bosque nativo del tipo esclerófilo (Litre, boldo, peumo, quillay) y a mayor elevación y en quebradas, especies caducifolias (Roble y Hualo), este mirador natural ofrece vistas panorámicas de gran parte de la comuna y es posible ver la cordillera de los Andes desde este punto.[27]
- Balneario Municipal río Calquín: Este río se encuentra a 12 kilómetros al este de Quirihue. [27]
- Casa Familiar de Francisco Contreras Valenzuela: La casa natal del poeta, crítico, ensayista y gestor literario nacional, Francisco Contreras. Fue el primer escritor mundonovista chileno y creó la revista “Lilas y Campánulas”. La casa es un patrimonio histórico comunal.[27]
- Parroquia Dulce Nombre de Jesús: La principal iglesia católica de la ciudad, que data del 3 de enero de 1801. Aunque sufrió daños en el terremoto de 2010, comenzó su reconstrucción en 2012 gracias a donaciones locales y aportes del Arzobispado de Colonia, Alemania.[27]
- Monumento a Arturo Prat “Héroes de Itata” y los Héroes de Iquique: Este monumento histórico de la comuna se encuentra en la plaza de Quirihue. Es el monumento más antiguo de Chile dedicado a los Héroes de Iquique. Incluye las figuras de Prat, Aldea y Serrano, así como placas en memoria del grumete quirihuano Pantaleón Cortés Gallardo.[27]

## Medios de comunicación

### Televisión por cable
- Canal 2 QTV
- Canal 25 Órbita TV
- Canal 31 TV Quirihue

### Radioemisoras
FM
- 95.9 MHz - Radio Sintonía del Itata
- 96.5 MHz - Radio La Mexicana
- 102.9 MHz - Radio La W
- 107.3 MHz - Radio Nueva Manantial
- 107.7 MHz - Radio Esperanza

### Periódicos
- Periódico Órbita del Itata

### Portales informativos
- Portal Quirihue Noticias
- Portal www.orbitanoticias.cl